# Antonio Sogliuzzo
Antonio Sogliuzzo (Cagliari, 27 aprile 1845 – New York, 21 gennaio 1927) è stato un militare e marinaio italiano. 
Fu insignito della medaglia d'oro al valor militare concessa a vivente durante l'attacco all'isola di Lissa del 19 luglio 1866, nel corso della terza guerra d'indipendenza italiana

## Biografia
Nacque a Cagliari il 27 aprile 1845 da una famiglia originaria dell'isola d'Ischia. Nel novembre 1865 fu arruolato nella Regia Marina per svolgere gli obblighi del servizio militare di leva imbarcato sulla pirofregata corazzata Ancona con l'incarico di addetto alle artiglierie.  Allo scoppiò della Terza guerra d'indipendenza italiana l’Ancona salpò al seguito dell'Armata Navale agli ordini dell'ammiraglio Conte Carlo Pellion di Persano, e il 17 luglio la flotta ricevette l'ordine di bombardare le fortificazioni dell'isola di Lissa al fine di agevolare le operazioni di sbarco delle truppe. Il 19 luglio 1866 la sua nave, al comando del capitano Giuseppe Alessandro Piola Caselli, dovette appoggiare la pirofregata Formidabile durante l'azione di controbatteria che la stessa, penetrata all'interno del porto di San Giorgio, stava svolgendo. 
Mentre la nave stava bombardando le postazioni austriache egli rimase ferito leggermente da una granata austriaca che colpì il cannone mentre lo stava caricando. Fu poi ferito una seconda volta da una palla di cannone che gli asportò completamente la mano destra, mentre la sinistra rimase quasi completamente spappolata, con il pollice asportato. Nonostante la gravità delle ferite rimase al suo posto di combattimento, lasciandolo solo al termine della battaglia, venendo poi trasferito il 19 luglio, insieme agli altri feriti, sulla nave ospedale Washington. Per il coraggio dimostrato in questa azione fu decorato con la Medaglia d'oro al valore militare a vivente, ma a causa delle ferite riportate fu riformato e congedato nel febbraio 1867. Stabilitosi ad Ischia, a causa delle mutilazioni e della scarsità della pensione erogatagli, per vivere dovette emigrare negli Stati Uniti d'America e si stabilì a New York, svolgendo l'attività di pescatore.  Si spense in quella città il 21 gennaio 1927.
Nella seconda metà degli anni trenta del XX Secolo, la Regia Marina costruì a Capo Sperone, in Sardegna, una batteria navale dotata di quattro cannoni Armstrong mod.1918 da 120/45 mm su affusto a culla e a piattaforma, battezzata in suo onore "Regia Batteria Antonio Sogliuzzo". Durante la prima parte della seconda guerra mondiale la batteria non svolse alcuna attività bellica, e a partire dal 24 ottobre 1943 passò in forza al XXVIII Gruppo d'Artiglieria da Posizione Costiera, venendo ribattezzata 278ª Batteria. 
Al termine della guerra fu definitivamente disarmata, e le strutture abbandonate.

### Periodici
- Alla battaglia di Lissa anche Antonio Sogliuzzo, in La Rassegna d'Ischia, n. 4, Lacco Ameno, Raffaele Castagna, agosto-settembre 2011,  p. 4.
- Ermanno Martino, Lissa 1866: perché? (1ª parte), in Storia Militare, n. 214, Parma, Ermanno Albertelli Editore, luglio 2011,  pp. 4-21.